# Anne Schellekens
Anne Schellekens (ur. 18 kwietnia 1986 r. w Rotterdamie) – holenderska wioślarka.

## Osiągnięcia
- Mistrzostwa Świata – Poznań 2009 – ósemka – 3. miejsce[1].
- Mistrzostwa Europy – Montemor-o-Velho 2010 – ósemka – 2. miejsce[1].